# ASKA
O sistema programável ASKA (abreviatura para Automatic System for Kinematic Analysis) foi um dos primeiros programas de computador de uso geral para cálculos pelo método dos elementos finitos. O desenvolvimento do ASKA começou no início da década de 1960 no Institut für Statik und Dynamik der Luft- und Raumfahrtkonstruktionen (ISD) da Universidade de Stuttgart, sob a direção de John Argyris.